# Living Things (gruppo musicale)
I Living Things sono un gruppo musicale garage rock/punk revival statunitense, nato a Los Angeles nel 2001.

## Storia del gruppo
I tre fratelli Berlin, rispettivamente Lillian, Eve e Bosh, iniziarono a fare musica già ai tempi in cui erano ragazzini e andavano a scuola nella cittadina di St. Louis. Quando il fratello maggiore Lillian compì il suo diciottesimo compleanno, convinse i fratelli a trasferirsi a Los Angeles, per entrare nel mondo del rock and roll. Lì conobbero il chitarrista Corey Becker, che si unì a loro, e così, nel 2001, nacque la band.
Si fecero conoscere in tutta la città e la DreamWorks Records offrì loro un contratto, etichetta con cui pubblicarono due EP. Continuarono il loro lavoro acquistando fama di giorno in giorno e nelle prime registrazioni in studio ebbero come produttore Steve Albini. Il primo album in studio, Black Skies in Broad Daylight, fu pubblicato soltanto nel Regno Unito per la Universal Records. Raggiunsero l'apice del successo nel 2005 con Ahead of the Lions (pubblicato con la Jive Records) e con il singolo Bom Bom Bom. Il 17 febbraio 2009 uscì l'album Habeas Corpus.

## Caratteristiche
Si sono fatti apprezzare per la rauca e potente voce di Lillian, accompagnata da numerosi riff di chitarra, che, con qualche sfumatura di hardcore punk, creano sonorità aggressive. I testi sono per lo più orientati verso tematiche riguardanti la politica e la guerra.

## Formazione

### Formazione attuale
- Lillian Berlin - voce, chitarra
- Eve Berlin - basso elettrico
- Bosh Berlin - batteria

### Ex componenti
- Corey Becker - chitarra

## Discografia

### Album in studio
- 2004 - Black Skies in Broad Daylight
- 2005 - Ahead of the Lions
- 2009 - Habeas Corpus

### EP
- 2003 - Turn in Your Friends and Neighbors
- 2004 - Resight Your Rights
- 2011 - Malocchio
- 2012 - Har Meggido

### Singoli
- 2004 - I Owe
- 2005 - Bom Bom Bom
- 2006 - Bombs Below
- 2008 - Mercedes Marxist
- 2009 - Oxygen
- 2011 - Drones Over Libya
- 2011 - Har Megiddo